# Mandrí
|  | No s'ha de confondre amb Mandri. |

Un mandrí és una eina emprada en mecànica constructiva.
Consisteix en una barra d'acer trempat, cilíndrica o cònica, estriada longitudinal o helicoïdalment, proveïda d'un mànec per fixar-la a un estri o màquina que el faci girar.
Serveix per a repassar els forats fets amb broca i aconsegueix deixar-los polits interiorment i al mateix temps a una mida precisa.
L'operació realitzada amb un mandrí, es diu mandrinar.